# 허위 상관
통계학에서 허위 상관(영어: spurious correlation) 또는 허구적 상관은 둘 이상의 변수가 통계적으로 상관되어 있지만 인과관계가 없는 관계를 말한다. 허위 상관은 우연에 따라 발생할 수도 있고, 설명변수와 종속변수 모두에 영향을 미치는 제3의 혼재변수(confounding variable)의 존재 때문에 발생할 수도 있다.

## 혼재변수에 의한 허위상관

두 변수 모두에 영향을 미치는 혼재변수

만약 두 변수에 공통적으로 영향을 미치는 제3의 변수가 있다면 두 변수가 상관되어 보일지라도 인과관계가 있다고 볼 수 없다. 두 변수 X와 Y에 공통으로 영향을 미치는 제3의 변수 Z을 혼재변수라고 한다. 두 변수에 공통적으로 영향을 미치는 변수가 존재한다면 X와 Y 사이에 나타난 상관관계는 Z으로 인해 발생한 것이지 X로 인해 Y가 변화했다고 볼 수 없게 된다.
예를 들어, 아이스크림 판매량과 수영장 이용객 수는 양의 상관관계가 있는 것처럼 보일 수 있다. 그러나 두 변수 모두에 영향을 미치는 여름 기온이 높아졌기 때문에 아이스크림 판매량과 수영장 이용객 수가 모두 증가한 것이지, 아이스크림 판매량이 늘어났기 때문에 수영장 이용객 수가 늘어난 것은 아니다.

## 시계열 자료의 허구적 회귀

아무런 관계가 없는 확률보행 과정 시계열과 산점도의 모양

시계열 자료가 불안정적인 경우 두 시계열 변수 사이에 아무런 관계가 없다고 하더라도 산점도에서 볼 때는 상관관계가 있는 것처럼 나타날 수 있다. 오른쪽 그림의 두 시계열은 서로 아무런 관련성 없이 AR(1) 확률보행 과정을 통해 생성되었으나 산점도를 보면 양의 상관관계가 있는 것처럼 보인다. 오른쪽 그림의 두 시계열은 다음과 같은 방법으로 생성되었다.
{\displaystyle {\begin{matrix}X_{t}&=&X_{t-1}+u_{t}.&u_{t}\sim N(0,10^{2})\\Y_{t}&=&Y_{t-1}+v_{t}.&v_{t}\sim N(0,10^{2})\end{matrix}}}
두 시계열이 서로 아무런 관련성이 없는데도 회귀 모형을 추정하면 유의미한 관계가 있는 것처럼 나타나는 것을 허구적 회귀(spurious regression)이라 한다.:447-448 확률보행 과정을 따르는 시계열 또는 적분된 시계열의 수준을 분석하는 경우에는 두 시계열이 아무런 관계가 없음에도 불구하고 통계적으로 유의하다는 결론을 낼 확률이 상당히 높게 나타나는 문제가 발생한다.
허구적 회귀 문제를 피하는 방법으로는 불안정한 시계열을 차분하여 안정적 시계열을 얻은 후 회귀 분석을 하거나 불안정한 시계열 사이에 공적분 관계가 존재하는지 조사하는 방법이 있다. 시계열을 d회 차분하여 안정적 시계열이 되는 d를 적분 차수라 하고 {\displaystyle \operatorname {I} (d)}라 표기한다. {\displaystyle y_{t}\sim \operatorname {I} (1)}이고 {\displaystyle x_{t}\sim \operatorname {I} (1)}이면 두 시계열의 선형 결합은 적분 차수가 1이 되는 게 일반적이지만, {\displaystyle y_{t}-\beta x_{t}\sim \operatorname {I} (0)}이 되는 특별한 예외가 존재하는데 이 경우 두 시계열이 공적분되었다고 한다.:454

## 같이 보기
- 상관관계와 인과관계
- 누락변수 편의
- 혼재변수
- 공적분